# ویویان سونیچ
ویویان سِوِنیچ (هلندی: Vivian Sevenich؛ زادهٔ ۲۸ فوریهٔ ۱۹۹۳) بازیکن زن واترپلو اهل هلند است.